# 哈姆林鎮區 (愛荷華州奧德班縣)
哈姆林鎮區（英語：Hamlin Township）是位於美國愛荷華州奧德班縣的一個行政鎮區。

## 地方資料
根據2010年美國人口普查的數據，哈姆林鎮區的面積為92.76平方千米，當中陸地面積為92.71平方千米，而水域面積為0.05平方千米。當地共有人口252人，而人口密度為每平方千米2.72人。